# Музей Берггрюна
Музей Берггрюна, Коллекция Берггрюна (нем. Museum Berggruen) в берлинском районе Шарлоттенбург считается одной из наиболее ценных коллекций искусства эпохи классического модерна. В качестве «жеста примирения» коллекционер и торговец предметами искусства Хайнц Берггрюн передал её своему родному городу по цене значительно ниже её реальной стоимости. Коллекция славится прежде всего произведениями Пабло Пикассо, Альберто Джакометти, Жоржа Брака, Пауля Клее и Анри Матисса. Музей Берггрюна входит в состав Государственных музеев Берлина.

## История
Коллекция вернулась в Берлин в 1996 года вместе со своим владельцем, находившимся в изгнании в течение шестидесяти лет. Берггрюн собирал её в течение 30 лет. Сначала коллекция была передана во временное пользование, а в декабре 2000 года Фонд прусского культурного наследия приобрёл собрание искусства, оценивавшееся в полтора миллиарда немецких марок, за 253 млн немецких марок. В настоящее время коллекция получила название «Коллекция Берггрюна — Пикассо и его время» и в составе Национальной галереи Берлина размещается в западном корпусе штюлеровского здания напротив Шарлоттенбургского дворца.
Коллекция славится более чем сотней работ Пикассо и более 60 картинами Пауля Клее. Анри Матисс представлен 20 своими произведениями, среди которых несколько знаменитых силуэтов. Эти жемчужины коллекции Берггрюна находятся в оправе великолепных скульптурных ансамблей Альберто Джакометти и образцов африканской скульптуры.
С момента открытия музея в 1996 году Берггрюн продолжал последовательно приобретать произведения искусства, в том числе «Дом на холме» (Horta de Ebro) Пикассо 1909 года из нью-йоркского Музея современного искусства. В декабре 2000 года Берггрюн передал 165 произведений живописи Фонду прусского культурного наследия безвозмездно.
В ноябре 2005 года Хайнц Берггрюн приобрёл в Нью-Йорке на аукционе Сотби за 13,7 млн долларов «Nu Jaune» 1907 года. Выполненная гуашью работа Пикассо является одним из первых эскизов к «Авиньонским девицам», ставших вехой в искусстве XX в.
В декабре 2006 года, уходя на покой в возрасте 92 лет, в честь десятилетнего юбилея своего детища меценат передал в музей скульптуру Альберто Джакометти «Большая стоящая женщина III» 1960 года, уже экспонировавшуюся в ротонде музея в рамках межмузейного обмена. Желая сохранить двухметровую бронзовую статую в своей коллекции, ставшей делом его жизни, Берггрюн недолго думая выкупил её и подарил Фонду прусского культурного наследия. Через несколько недель 23 февраля 2007 года Берггрюн умер в Париже.
В течение десяти лет, с 1996 по 2006 год, музей Берггрюна посетило более 1,5 млн любителей искусства. Помимо постоянной экспозиции «Пикассо и его время» в музее работают многочисленные тематические и специализированные выставки, посвящённые классике модерна.

## Пополнение коллекции
Продолжая традицию примирения своего отца с Германией, наследники коллекционера объявили 16 июля 2007 года о передаче Музею Берггрюна ещё 50 произведений эпохи классического модерна. Начиная с конца 2000 года Берггрюн приобрёл ещё 2000 картин, среди которых выделяются работы Пикассо, Матисса, Клее и Сезанна. В поддержку развития и пополнения коллекции власти федеральной земли Берлин в честь 50-летия Фонда прусского культурного наследия намерены передать Музею Берггрюна примыкающий к западному зданию штюлеровских Казарм Дом коменданта.
Одновременно была основана «Группа поддержки Музея Берггрюна», в состав которой вошли вдова Берггрюна Беттина и его дети Николас, Оливье и Хелен.